# Cabildo (Chile)
Cabildo es una comuna de Chile localizada en la provincia de Petorca, Región de Valparaíso, Chile. Está situada a 180 kilómetros al norte de Santiago y a 140 km de Valparaíso, capital regional. Cuenta con una superficie de 1.455,3 km² y una población total de 19.388 habitantes según el censo de 2017.
Esta comuna integra la zona intermedia de la región, y es el inicio del valle del río La Ligua, al que abastece con quebradas tributarias, caracterizadas por un profundo encajonamiento en la Cordillera de la Costa.

## Toponimia
Esta ciudad fue denominada de esta manera ya que, en este lugar se realizaban reuniones de los líderes indígenas del sector (Mapudungún: cahuín), o sea cabildos. 

## Historia
Este fue el nombre que heredó la comuna al constituirse su municipio en 1894, aunque su historia se remonta a varios siglos, en donde la mayor parte del territorio pertenecía a la Hacienda San José, luego de dividirse el Mayorazgo de los Cerda, en las haciendas de La Higuera, San José, El Ingenio, San Lorenzo y Los Ángeles. En ese mismo año fue construida como parte de una extensión ferroviaria de 26 km que unió a La Ligua con la estación ferroviaria de Cabildo. En 1913 se expande la línea ferroviaria hasta la estación Limáhuida, y con esto, hacia el resto del norte de Chile.
Francisco Astaburoaga en 1899 en su Diccionario Geográfico de la República de Chile: 93  escribió sobre el lugar:

Cabildo (Aldea del). — Situada en el departamento de Ligua á unos 20 kilómetros hacia el E. de su capital y á poca distancia del paraje de Peña Blanca del mismo departamento. Comprende 1,191 habitantes con oficinas de registro civil, correo y telégrafo, un establecimiento de fundición de cobre y una iglesia parroquial, que era la de San Lorenzo del Ingenio, trasladada á este punto en 1873 y asentada al lado de una pequeña colina, por lo que desde el principio se denominó su caserío El Cerrito. Poco después tomó el nombre de Cabildo.

Posteriormente, el geógrafo Luis Risopatrón describe a Cabildo como una ‘aldea’ en su libro Diccionario Jeográfico de Chile en el año 1924:: 107 

Cabildo (Aldea) 32° 25' 71° 06’. Se estiende de NE a SW, consta de unas 25 manzanas cortadas en ángulo recto i cuenta con un establecimiento de fundición de minerales de cobre i servicio de correos, telégrafos, escuelas públicas i estación de ferrocarril; se encuentra a 178 m de altitud, asentada al lado de una pequeña colina, por 1o que al principio se denominó El Cerrito, en la márjen S del curso medio del rio de La Ligua, a 20 kilómetros hacia el E del pueblo de este nombre i al SE de la cuesta de la Grupa. En dos años de observaciones se ha rejistrado 186,6 mm como promedio anual de agua caida.

## Medio ambiente

### Geomorfología y componentes abióticos

Trazado simplificado de los ecosistemas y cuerpos de agua presentes en la comuna de Cabildo.

La comuna de Cabildo se encuentra emplazada en las unidades geomorfológicas de Cordones transversales, Cuencas transicionales semiáridas y Cordillera andina de retención crionival; y presenta según la clasificación climática de Köppen clima de tundra de lluvia invernal (ET (s)), clima mediterráneo de lluvia invernal (Csb), clima mediterráneo de lluvia invernal de altura (Csb (h)) y clima semiárido de lluvia invernal (BSk (s)). Esta además se halla entre las cuencas hidrográficas de Río Aconcagua, Río Choapa, Río La Ligua y Río Petorca. Además, la comuna posee diversos cuerpos de agua, entre los que se destacan la Laguna Chepical y el Río La Ligua.

### Componentes bióticos
Dentro del territorio de la comuna se pueden hallar los siguientes ecosistemas:
- Bosque esclerófilo mediterráneo andino donde predominan Kageneckia angustifolia y Guindilia trinervis (Vulnerable)
- Bosque espinoso mediterráneo interior donde predominan Acacia caven y Prosopis chilensis (Vulnerable)
- Herbazal mediterráneo andino donde predominan Nastanthus spathulatus y Menonvillea spathulata (Preocupación menor)
- Matorral arborescente esclerófilo mediterráneo interior donde predominan Quillaja saponaria y Porlieria chilensis (Preocupación menor)
- Matorral bajo mediterráneo andino donde predominan Chuquiraga oppositifolia y Nardophyllum lanatum (Preocupación menor)
- Matorral bajo mediterráneo andino donde predominan Laretia acaulis y Berberis empetrifolia (Preocupación menor)
- Matorral espinoso mediterráneo interior donde predominan Puya coerulea y Colliguaja odorifera (Casi amenazado)
- Matorral espinoso mediterráneo interior donde predominan Trevoa quinquinervia y Colliguaja odorifera (Preocupación menor)
- Zonas geográficas hinóspitas sin vegetación (Sin información)

### Medidas de protección ambiental y conflictos socioambientales
Hasta 2022, la comuna de Cabildo cuenta con las siguientes zonas que cuentan con algún nivel de protección ambiental:
- Altos de Petorca y Alicahue (Sitios Ley 19.300)[14]
- Cerro Tabaco (Sitios ERB)[15]
- Cordillera El Melón (Sitios Ley 19.300)[16]
- Río La Ligua (Sitios ERB)[17]
- Río Petorca (Sitios ERB)[18]
- Zona Media Río La Ligua (Sitios ERB)[19]
- Zona Media Superior Petorca (Sitios ERB)[20]

## Demografía

### Localidades
La comuna de Cabildo comprende, además de la cabecera, las localidades de Alicahue, Artificio, La Vega, San Lorenzo, Las Puertas, El Guayacán, La Mora, La Viña, Pililén, Paihuén, Bartolillo y Los Molinos, Los Perales y Algarrobo.

## Administración
La Ilustre Municipalidad de Cabildo es la entidad encargada de la administración de la comuna, siendo dirigida por el alcalde Patricio Aliaga Díaz, el cual es asesorado por los concejales:
- Sebastián Carvajal Araya (Ind./PCCh)
- Rodrigo Poblete Saavedra (Ind./RN)
- Fernando Olmos Saavedra (Ind./RN)
- Constanza Chacana Carvajal (Ind./PR)
- Ignacio Miranda Morales (PDC)
- Cecilia Vera Miranda (Ind./PPD)

### Representación parlamentaria
A nivel parlamentario, la comuna pertenece al distrito electoral n.º 6 y a la VI circunscripción senatorial (Región de Valparaíso). Es representada en la Cámara de Diputados y Diputadas del Congreso Nacional por los diputados Diego Ibáñez (CS), Francisca Bello (CS), Nelson Venegas (PS), Carolina Marzán (PPD), Andrés Longton (RN), Camila Flores (RN), Chiara Barchiesi (PRCh) y Gaspar Rivas (PDG) en el periodo 2022-2026. A su vez es representada en el Senado de Chile por los senadores Francisco Chahuán (RN), Kenneth Pugh (RN), Ricardo Lagos Weber (PPD), Isabel Allende (PS) y Juan Ignacio Latorre (RD).

## Economía
Las actividades económicas más importantes son la agricultura, donde se cultivan árboles frutales como la palta, limones. Lo anterior, gracias a la gran cantidad de suelo sustentable que posee con la mayor superficie plantada de la Región con 3.800 ha y a la vez tiene la mayor superficie de plantaciones de paltas 2.683 ha y cítricos con 475 ha. También es de importancia la minería del cobre.
En 2018, la cantidad de empresas registradas en Cabildo fue de 351. El Índice de Complejidad Económica (ECI) en el mismo año fue de -0,39, mientras que las actividades económicas con mayor índice de Ventaja Comparativa Revelada (RCA) fueron Otros Cultivos (44,29), Venta al por Menor de Pinturas, Barnices y Lacas (37,88) y Reparación de Motores, Generadores y Transformadores Eléctricos (34,28).

### Agricultura
Por su condición de comuna interior, la comuna posee cielos límpidos y la existencia de pequeños microclimas que permiten el cultivo de diversas especies frutícolas y hortalizas.

## Atractivos turísticos
La comuna presenta una gran diversidad de recursos turísticos, caracterizada por sitios naturales y áreas de gran interés arqueológico, en donde se destaca la presencia de petroglifos, los cuales dan testimonio de la presencia de culturas indígenas, especialmente la cultura Inca, de miles de años de antigüedad. Destacando los vestigios arqueológicos incaicos, como el camino del Inca, las construcciones arquitectónicas coloniales, como la casa de La Quintrala y el sector de Alicahue.
- Morro Chache: Es una montaña chilena, la más alta cumbre de la cordillera de la Costa central, y está ubicada en la cordillera del Melón en la comuna de Cabildo. Para ascender al macizo del Chache, involucra reconocer la cima de la cordillera de La Costa más alta de la zona central de Chile, este supera las cotas superiores de los cerros El Roble y Alto de Cantillana, con sus 2338 m s. n. m.
- Camino del Inca: Constituye un manifiesto histórico y arqueológico de gran relevancia científica. Su distancia a la localidad más cercana (Los Perales) es de 12 km, y hasta el centro de Cabildo alcanza los 46 km; su accesibilidad es a través de un camino de tierra de mediana calidad. La ubicación de este atractivo lo privilegia con una gran hermosura paisajística, en donde se pueden aprecian todos los elementos típicos del área precordillerana.
- Laguna Chepical: este atractivo está constituido por un embalse construido a fines del siglo pasado, con capacidad de 3,7 millones de m³, que beneficia a pequeños y medianos agricultores del Valle de Alicahue y La Ligua. Su acceso es a través de la cuesta Los Monos, el estado del camino no está en buen nivel, pero su acceso se dificulta mayormente en invierno por las constantes nevazones que producen la interrupción de parte del camino. Se encuentra ubicada a unos 70 km de Cabildo.
- El Cerrado: localidad de origen minero, su principal atractivo es la presencia de restos de asentamientos mineros y del paisaje circundante; su acceso presenta algunas alteraciones en el camino debido a la acción erosiva del clima. Está a 42 km de Cabildo y a 16 km de la localidad de Guayacán.
- Cerro Negro: asentamiento minero, que presenta todas las características de esta tipo de producción comercial, ya que aún se encuentran allí las estructuras para la realización de faenas mineras, como maquinaria pesada, barracas, etc. Todo este ambiente puede convertirse en un atractivo para el turista nacional o extranjero que no conoce el procedimiento de la mediana industria minera. Se encuentra ubicado a 33 km de Cabildo.
- Museo Natural de Alicahue: este atractivo es parte del proyecto denominado "Centro Cultural y Recreativo Alicahue", el que está siendo ejecutado por la Ilustre Municipalidad de Cabildo. Su construcción final se materializará en el corto plazo.
- Cementerio Indígena: evidencia arqueológica de suma trascendencia histórica y científica, en donde se puede admirar y conocer las costumbres funerarias, sus particulares ritos mortuorios y tradiciones de las culturas que habitaron el continente previo a la Conquista Española. Se ubica a unos 46 km de Cabildo y se puede acceder a él a través de un camino de tierra
- Petroglifos: es quizás uno de los mayores atractivos que posee la provincia de Petorca, debido a la escasez, particularidad y belleza de los ejemplares encontrados, registrados en muy pocos lugares del país. Su ubicación se extiende por los faldeos cordilleranos al interior de la localidad de Alicahue, en quebradas y diversas entidades geográficas. Su preservación está siendo abordada por un conjunto de profesionales expertos en la materia, debido a los constantes saqueos que este tipo de atractivo sufre.
- Casa Patronal de Alicahue: destaca por su belleza arquitectónica y la serie de leyendas que se teje en torno a esta construcción de origen colonial.
- Pueblo de Alicahue: localidad ubicada a 34 km de Cabildo. Constituye el foco turístico dentro de la comuna y el centro de operaciones para la realización de diferentes proyectos del rubro. Su acceso está delimitado por un camino asfaltado en buen estado, que es transitado periódicamente por una empresa de transporte, la que proporciona un óptimo traslado a los lugareños y a sus visitantes. Su principal potencial turístico lo constituye su belleza paisajística, destacándose su singular fisonomía morfológica donde se acentúa más el encajonamiento del valle.
- Fundo El Ingenio: ubicado fuera del radio urbano de Cabildo, constituye una de las principales fuentes exportadoras de productos agrícolas de la comuna. Este fundo está vinculado a la imagen de la popular Quintrala (Catalina de los Ríos y Lisperguer), quien era propietaria de terrenos durante el período Colonial.
- Paihuén: localidad rural que se caracteriza por realizar actividades folclóricas tales como rodeos, fiestas huasas y competencias tradicionales. Se ubica a 33 km de Cabildo y a 1 km de Alicahue, su acceso está delimitado por un camino asfaltado en óptimas condiciones.
- Túnel La Grupa: obra vial, construida para el transporte de ferrocarriles, es ocupado ahora para disminuir la distancia y el tiempo de movilización entre Cabildo y Petorca. Esta obra data de 1907 y tiene una longitud de 890 m. Está acondicionado para una sola vía, motivo por el cual los vehículos deben someterse a los tiempos de espera de su semáforo de seis minutos. Está precedido por una cuesta, del mismo nombre, desde la cual se puede apreciar, en toda su magnitud los valles del Río Petorca y Río Ligua.

## Transporte
El primer acceso y principal es a partir de la Ruta 5 Norte, necesariamente se debe atravesar la ciudad de La Ligua, y posteriormente tomar la ruta que lleva hasta la ciudad de Cabildo, pasando por el sector de La Higuera y El Ingenio. Este camino se encuentra pavimentado hasta la localidad de Alicahue, y en su trayecto se puede visitar las localidades de San Lorenzo, La Vega y Bartolillo, entre otros. La Laguna "El Chepical" y el "Embalse Los Ángeles" son accesibles por caminos no pavimentados.
El segundo acceso es por el lado este de la comuna y corresponde al camino que conecta Cabildo y Putaendo (provincia de Los Andes), en el cual su proceso de construcción ya fue finalizado y se transita sin ningún problema sobre el. Este camino se encuentra pavimentado completamente.
El tercer acceso proviene del norte y une las comunas de Cabildo y Petorca. A él se accede luego de atravesar el túnel "La Grupa" y una pequeña cuesta posterior.

## Deportes

### Fútbol
La comuna de Cabildo ha tenido a un club participando en los Campeonatos Nacionales de Fútbol en Chile.
- Anita García de Cerda (tercera división 2007-2009).

Cabildo destaca en el fútbol amateur, donde ostenta dos títulos nacionales, Viña del Mar 1995 y San Fernando 2004, donde Boris Olivares Silva (el niño mimado) convirtió un gol para sellar el triunfo cabildano. Destacamos también los registros anecdóticos de los dos jugadores que han jugado menos minutos en el torneo local (ANFA): Marcos Luza Araya y Moisés Olivares Rojas, quienes luego de entrar al campo de juego, fueron expulsados inmediatamente. Además, Cabildo posee 9 títulos regionales. De estas campañas han surgido futbolistas profesionales como Joel Estay, Jorge Ormeño, Fredy Segura y Luis García Varas, Cristian (Flaco) Leiva en el ámbito femenino destaca Yasna Pérez (La Roza).

## Medios de comunicación
Además de los canales nacionales, la comuna tiene los servicios de las radioemisoras Atrévete, Dulce, Raudal, Crystal y Eclipse. En el pasado contó con periódicos como El Progreso, La Consigna, La Alianza y "El Semanario".

### Radioemisoras
FM
- 88.3 MHz - HE Radio
- 91.3 MHz - Ritoque FM
- 94.7 MHz - Atrévete
- 97.9 MHz - Contigo FM
- 99.9 MHz - Raudal FM
- 101.9 MHz - Crystal
- 103.9 MHz - Eclipse FM
- 104.7 MHz - Dulce FM

### Televisión
TDT
- 5.1 - Canal 13
- 5.2 - T13 En Vivo
- 7.1 - Chilevisión HD
- 7.2 - UChile TV
- 12.1 - TVN HD
- 12.2 - NTV